# Gniazdów (województwo wielkopolskie)
Gniazdów – wieś w Polsce położona w województwie wielkopolskim, w powiecie ostrowskim, w gminie Nowe Skalmierzyce, w Kaliskiem, ok. 2 km od Nowych Skalmierzyc, ok. 9 km od Kalisza.
W okolicach wsi Gniazdów wypływa struga Lipówka.

## Podział administracyjny
Miejscowość przynależała administracyjnie przed rokiem 1887 do powiatu odolanowskiego, W latach 1975–1998 do województwa kaliskiego, a w latach 1887–1975 i od 1999 do powiatu ostrowskiego.

## Historia
Znany od 1402 roku jako własność rycerska. Z 1507 roku pochodzą wzmianki o sołectwie Gniazdów. Wieś była w posiadaniu Gniazdowskich (2 poł. XVI /początek XVII wieku), Walentego Jedleckiego, Jana Czachowskiego, Sebastiana Starczewskiego (początek XVII wieku).
Według Słownika geograficznego Królestwa Polskiego z 1881 w Gniazdowie było 11 domów i 79 mieszkańców, istniał także folwark Gniazdów należący do sąsiedniego Kurowa.
Według danych z 2003 roku wieś liczyła 107 mieszkańców.